# CB Calpisa Alicante
Il Club Balonmano Calpisa è una squadra di pallamano maschile spagnola, con sede aa Alicante.

## Palmarès
- Campionato spagnolo di pallamano maschile: 4

1974-75, 1975-76, 1976-77, 1977-78.
- Coppa del Re: 5

1974-75, 1975-76, 1976-77, 1979-80, 1985-86.
- Coppa delle coppe: 1

1979-80.